# Pristimantis clarae
Pristimantis clarae — вид жаб родини Strabomantidae. Описаний у 2023 році.

## Назва
Вид названо на честь Клари Александрової — юної любительки жаб, яка разом зі своєю родиною підтримує збереження екосистем хмарних лісів у Перу через некомерційну організацію Rainforest Partnership (Остін, Техас, США).

## Поширення
Ендемік Перу. Поширений в екорегіоні Юнгас у регіоні Хунін.

## Опис
Тіло завдовжки 15,6 мм у самців і 19,3 мм у самиць.